# Gertrude Pritzi
Gertrude Pritzi (Trude Pritzi, née le 15 janvier 1920 à Vienne, morte le 21 octobre 1968) est une pongiste autrichienne.

## Carrière sportive
Elle a remporté 7 médailles lors des Championnats du monde de tennis de table, dont 2 titres en simple en 1937 et en 1938. 
La finale mondiale de 1937 contre l'Américaine Ruth Aarons n'ayant pu les départager, elles avaient été disqualifiées à l'époque et le titre déclaré vacant, cas unique dans la discipline. La finale avait été arrêtée sur le score de 21:12, 8:21, 19:16 au bout de 105 minutes de jeu. Cependant la fédération internationale les a déclarées rétrospectivement et à titre posthume en 2001 championnes du monde ex æquo.
Elle participe aux championnats du monde 1939 avec l'équipe d'Allemagne, à la suite de l'annexion de l'Autriche par les nazis. Lors de cette compétition elle s'incline en finale contre la Tchèque Vlasta Pokorná-Depetrisová. Elle remporte après la guerre le titre en double en 1947 à Paris (associée à Gizella Farkas). Elle participera par la suite à tous les championnats du monde jusqu'en 1955. Elle est médaillée d'argent par équipes en 1951 et de bronze en 1953.